# Weißenborn, Burgenland
Weißenborn là một đô thị thuộc huyện Burgenland, bang Sachsen-Anhalt, Đức. Đô thị Weißenborn, Burgenland có diện tích 9,55 km², dân số thời điểm ngày 31 tháng 12 năm 2006 là 380 người.